# Пионерский Лагерь «Дружба»
Пионерский Лагерь «Дружба» — населённый пункт в Кимрском районе Тверской области. Входит в состав Фёдоровского сельского поселения.

## География
Находится в юго-восточной части Тверской области на расстоянии приблизительно 5 км на юго-запад по прямой от районного центра города Кимры недалеко от левого берега Волги.

## История
В XIX веке место было ненаселённое. До Великой Отечественной войны здесь также не отмечалось поселений. Пионерский лагерь был отмечен уже только на карте 1978 года.

## Население
Численность населения не была учтена как в 2002 году, так и в 2010.